# National Film Award/Bester Film
Die Gewinner des National Film Award der Kategorie Bester Film (Best Feature Film) waren:
| Jahr | Film                          | Sprache          | Regisseur                         | Produzent                                             |
| ---- | ----------------------------- | ---------------- | --------------------------------- | ----------------------------------------------------- |
| 1953 | Shyamchi Aai                  | Marathi          | Pralhad Keshav Atre               |                                                       |
| 1954 | Mirza Ghalib                  | Hindi            | Sohrab Modi                       |                                                       |
| 1955 | Pather Panchali               | Bengalisch       | Satyajit Ray                      |                                                       |
| 1956 | Kabuliwala                    | Bengalisch       | Tapan Sinha                       |                                                       |
| 1957 | Do Ankhen Barah Haath         | Hindi            | V. Shantaram                      |                                                       |
| 1958 | Sagar Sangamey                | Bengalisch       | Debaki Bose                       |                                                       |
| 1959 | Apur Sansar                   | Bengalisch       | Satyajit Ray                      |                                                       |
| 1960 | Devi Anuradha                 | Bengalisch Hindi | Satyajit Ray Hrishikesh Mukherjee |                                                       |
| 1961 | Bhagini Nivedita              | Bengalisch       | Bijoy Bose                        |                                                       |
| 1962 | Dada Thakur                   | Bengalisch       | Sudhir Mukherjee                  |                                                       |
| 1963 | Shehar Aur Sapna              | Hindi            | Khwaja Ahmad Abbas                |                                                       |
| 1964 | Charulata                     | Bengalisch       | Satyajit Ray                      |                                                       |
| 1965 | Chemmeen                      | Malayalam        | Ramu Kariat                       |                                                       |
| 1966 | Teesri Kasam                  | Hindi            | Basu Bhattacharya                 |                                                       |
| 1967 | Hatey Bazarey                 | Bengalisch/Hindi | Tapan Sinha                       |                                                       |
| 1968 | Goopy Gyne Bagha Byne         | Bengalisch       | Satyajit Ray                      |                                                       |
| 1969 | Bhuvan Shome                  | Hindi            | Mrinal Sen                        |                                                       |
| 1970 | Samskara                      | Kannada          | Pattabhi Rama Reddy               |                                                       |
| 1971 | Seemabaddha                   | Bengalisch       | Satyajit Ray                      |                                                       |
| 1972 | Swayamvaram                   | Malayalam        | Adoor Gopalakrishnan              |                                                       |
| 1973 | Nirmalyam                     | Malayalam        | M. T. Vasudevan Nair              |                                                       |
| 1974 | Chorus                        | Hindi/Bengalisch | Mrinal Sen                        |                                                       |
| 1975 | Chomana Dudi                  | Kannada          | B. V. Karanth                     |                                                       |
| 1976 | Mrigayaa                      | Hindi            | Mrinal Sen                        |                                                       |
| 1977 | Ghattashraddha                | Kannada          | Girish Kasaravalli                |                                                       |
| 1978 | Ganadevata                    | Bengalisch       | Tarun Majumdar                    |                                                       |
| 1979 | Ek Din Pratidin               | Bengalisch       | Mrinal Sen                        |                                                       |
| 1980 | Akaler Sandhane               | Bengalisch       | Mrinal Sen                        |                                                       |
| 1981 | Dakhal                        | Bengalisch       | Gautam Ghose                      |                                                       |
| 1982 | Chokh                         | Bengalisch       | Utpalendu Chakraborty             |                                                       |
| 1983 | Adi Shankaracharya            | Sanskrit         | G. V. Iyer                        |                                                       |
| 1984 | Damul                         | Hindi            | Prakash Jha                       |                                                       |
| 1985 | Chidambaram                   | Malayalam        | Govindan Aravindan                |                                                       |
| 1986 | Tabarana Kathe                | Kannada          | Girish Kasaravalli                |                                                       |
| 1987 | Halodhia Choraye Baodhan Khai | Assamesisch      | Jahnu Barua                       |                                                       |
| 1988 | Piravi                        | Malayalam        | Shaji N. Karun                    |                                                       |
| 1989 | Bagh Bahadur                  | Hindi/Bengalisch | Buddhadeb Dasgupta                |                                                       |
| 1990 | Marupakkam                    | Tamilisch        | K. S. Sethumadhavan               | National Film Development Corporation und Doordarshan |
| 1991 | Agantuk                       | Bengalisch       | Satyajit Ray                      |                                                       |
| 1992 | Bhagwat Geeta                 | Sanskrit         | G. V. Iyer                        |                                                       |
| 1993 | Charachar                     | Bengalisch       | Buddhadeb Dasgupta                |                                                       |
| 1994 | Unishe April                  | Bengalisch       | Rituparno Ghosh                   |                                                       |
| 1995 | Kathapurushan                 | Malayalam        | Adoor Gopalakrishnan              |                                                       |
| 1996 | Lal Darja                     | Bengalisch       | Buddhadeb Dasgupta                |                                                       |
| 1997 | Thayi Saheba                  | Kannada          | Girish Kasaravalli                |                                                       |
| 1998 | Samar                         | Hindi            | Shyam Benegal                     |                                                       |
| 1999 | Vaanaprastham                 | Malayalam        | Shaji N. Karun                    |                                                       |
| 2000 | Shantam                       | Malayalam        | Jayaraaj                          |                                                       |
| 2001 | Dweepa                        | Kannada          | Girish Kasaravalli                |                                                       |
| 2002 | Mondo Meyer Upakhyan          | Bengalisch       | Buddhadeb Dasgupta                |                                                       |
| 2003 | Shwaas                        | Marathi          | Sandeep Sawant                    |                                                       |
| 2004 | Page 3                        | Hindi/Englisch   | Madhur Bhandarkar                 |                                                       |
| 2005 | Kaalpurush                    | Bengalisch       | Buddhadeb Dasgupta                | Jugal Sugandh                                         |
| 2006 | Pulijanmam                    | Malayalam        | Priyanandanan                     | M. G. Vijay                                           |
| 2007 | Kanchivaram                   | Tamilisch        | Priyadarshan                      | Percept Picture Company                               |
| 2008 | Antaheen                      | Bengalisch       | Aniruddha Roy Chowdhury           | Screenplay Films                                      |

Derzeit erhalten Produzent und Regisseur des Gewinnerfilms je einen Swarna Kamal und ein Preisgeld von 250.000 Rupien.